# Unité urbaine de Portets
L'unité urbaine de Portets est une unité urbaine française centrée sur la ville de Portets  département de la Gironde.

## Données globales
En 2010, selon l'Insee, l'unité urbaine de Portets était composée de quatre communes, toutes situées dans l'arrondissement de Bordeaux, subdivision administrative du département de la Gironde.
Lors de la redéfinition des périmètres des unités urbaines de 2020, l'unité urbaine de Portets a intégré la commune d'Isle-Saint-Georges, portant ainsi son nombre de communes à cinq.
L'unité urbaine de Portets représente un pôle urbain de l'aire urbaine de Bordeaux.

## Délimitation de l'unité urbaine de 2020
Liste des communes appartenant à l'unité urbaine de Portets selon la nouvelle délimitation de 2020 et sa population municipale.
| Nom                   | Code Insee | Statut | Superficie (km2) | Population (dernière pop. légale) | Densité (hab./km2) |
| --------------------- | ---------- | ------ | ---------------- | --------------------------------- | ------------------ |
| Ayguemorte-les-Graves | 33023      |        | 6,33             | 1 402 (2022)                      | 221                |
| Beautiran             | 33037      |        | 6,35             | 2 466 (2022)                      | 388                |
| Castres-Gironde       | 33109      |        | 6,97             | 2 689 (2022)                      | 386                |
| Isle-Saint-Georges    | 33206      |        | 4,35             | 516 (2022)                        | 119                |
| Portets               | 33334      |        | 15,49            | 2 638 (2022)                      | 170                |

## Évolution démographique
L'évolution démographique ci-dessous concerne l'unité urbaine de Portets délimitée selon le périmètre de 2020.
| 1968  | 1975  | 1982  | 1990  | 1999  | 2009  | 2014  | 2015  | 2017  |
| ----- | ----- | ----- | ----- | ----- | ----- | ----- | ----- | ----- |
| 4 809 | 5 359 | 5 762 | 6 397 | 6 975 | 8 010 | 8 747 | 8 881 | 9 099 |

| 2018  | 2021  | 2022  | - | - | - | - | - | - |
| ----- | ----- | ----- | - | - | - | - | - | - |
| 9 238 | 9 608 | 9 711 | - | - | - | - | - | - |

### Articles externes
- L'unité urbaine de Portets sur le splaf Gironde
- Composition communale de l'unité urbaine de Portets selon le zonage de 2010
- Composition communale de l'unité urbaine de Portets selon le nouveau zonage de 2020